# Amphidiscella caledonica
Amphidiscella caledonica är en svampdjursart som beskrevs av Konstantin R. Tabachnick och Claude Lévi 1997. Amphidiscella caledonica ingår i släktet Amphidiscella och familjen Euplectellidae.
Artens utbredningsområde är havet kring Nya Kaledonien. Inga underarter finns listade i Catalogue of Life.